# Stefan Skodler
Stefan Skodler (* 26. August 1909 in Wien; † 29. August 1975 ebenda) war ein österreichischer Schauspieler.

## Leben
Skodler spielte von 1945 bis 1947 und dann wieder ab 1950 am Burgtheater. Er verkörperte dort den guten Gesell in Jedermann, Saladin in Nathan der Weise, Fortinbras in Hamlet, Wolfgang Clausen in Vor Sonnenuntergang, Graf Terzky in Wallenstein, Calcagno in Die Verschwörung des Fiesco zu Genua, Frederick in Lockende Tiefe von Terence Rattigan sowie Don Luis in Dame Kobold.

## Filmografie
- 1949: Geheimnisvolle Tiefe
- 1951: Das Herz einer Frau
- 1952: 1. April 2000
- 1954: Wenn du noch eine Mutter hast (Das Licht der Liebe)
- 1954: Mädchenjahre einer Königin
- 1955 Götz von Berlichingen
- 1960 Don Carlos
- 1963 Liliom
- 1963 Der Kardinal
- 1965 Der Nachfolger
- 1972 Das bin ich – Wiener Schicksale aus den 30er Jahren: Österreich zwischen Demokratie und Diktatur